# Steve Witkoff
Steven Charles Witkoff (Nueva York, 15 de marzo de 1957) es un inversor y propietario inmobiliario estadounidense con sede en la ciudad de Nueva York, y fundador del Grupo Witkoff.

## Primeros años de vida
Witkoff nació en una familia judía en el Bronx y se crio en Baldwin Harbor, Nueva York  y Old Westbury, Nueva York,  hijo de Martin y Lois Witkoff. Su padre era fabricante de abrigos de señora en la ciudad de Nueva York.   Obtuvo su doctorado en Derecho en la Universidad de Hofstra . Después de la escuela trabajó para el bufete de abogados especializado en derecho inmobiliario Dreyer & Traub, donde uno de sus clientes era Donald Trump.

## Carrera
En 1985, se asoció con su amigo abogado de Dreyer & Traub , Laurence Gluck, y fundó Stellar Management (el nombre Stellar se deriva de Steve y Larry ) y compró edificios baratos en Washington Heights, Manhattan. Acumuló una pequeña cartera de edificios y en 1995 se expandió al bajo Manhattan, comprando varios edificios de oficinas baratos. En 1996, consiguió financiación del Credit Suisse First Boston para la compra del número 33 de la calle Maiden Lane, una torre de 27 pisos diseñada por Philip Johnson . Pronto se desarrolló una estrecha relación con Credit Suisse First Boston y Witkoff pudo comprar propiedades adicionales, generalmente utilizando muy poco de su propio dinero, incluido el emblemático News Building.
En 1998, él y su socio Rubin Schron compraron el edificio Woolworth por 137,5 millones de dólares  y amplió su cartera para incluir compras de bienes raíces en Chicago, Dallas y Filadelfia. En 1998, la salida a bolsa planificada de su empresa fue cancelada debido al colapso del mercado inmobiliario, y Witkoff y Gluck disolvieron su sociedad, quedándose Gluck con las propiedades residenciales y Witkoff con los edificios de oficinas. Witkoff fundó el Grupo Witkoff y se expandió hacia la construcción y rehabilitación residencial.
En abril de 2019, Witkoff anunció que la apertura de Drew se retrasaría hasta el segundo trimestre de 2022 para permitir mayor certeza sobre su proyecto de construcción. La apertura de la propiedad estaba prevista para finales de 2020. que tenía previsto abrirlo bajo el nombre de The Drew Las Vegas en 2022. Sin embargo, la construcción se detuvo en marzo de 2020, debido a la pandemia de COVID-19 en Nevada. En febrero de 2021, Soffer recompró el proyecto a través de su empresa Fontainebleau Development, con Koch Real Estate Investments como socio. Soffer restableció el nombre original del proyecto y la construcción se reanudó en noviembre de 2021. El proyecto costó 3.700 millones de dólares, lo que lo convierte en el segundo resort más caro de Las Vegas. El Fontainebleau abrió sus puertas el 13 de diciembre de 2023 e incluye un casino de 173 000 pies cuadrados (16 100 m²) y 3.644 habitaciones de hotel.
En julio de 2024, Witkoff pronunció un discurso en la cuarta noche de la Convención Nacional Republicana. En su discurso, habló de su estrecha amistad con el expresidente estadounidense Donald Trump.
El 15 de septiembre de 2024, Witkoff estaba jugando golf con Trump en el Trump International Golf Club en West Palm Beach, Florida, cuando se intentó un presunto asesinato a Trump. Los agentes del Servicio Secreto dispararon contra el tirador, que huyó de la escena en un vehículo y más tarde fue detenido en el condado de Martin, Florida.

## Vida personal
Witkoff vive en el Upper East Side de Manhattan. En 1987, se casó con Lauren Rappoport. Tienen tres hijos.[cita requerida] En 2011, su hijo Andrew murió de una sobredosis de OxyContin en el centro de rehabilitación Sunset Plaza Drive, en California, actualmente cerrado.